# Výchova lidského pokolení
Výchova lidského pokolení (v německém originále Die Erziehung des Menschengeschlechts) je nábožensko-filozofické dílo, které napsal německý spisovatel a básník Gotthold Ephraim Lessing, významná osobnost německého osvícenství. V tomto spise vyjadřuje Lessing svůj postoj k tehdejšímu učení.

## Vznik
Výchova lidského pokolení patří k později vydaným dílům Lessinga. Kompletní spis byl vydán rok před jeho smrtí v roce 1780 v Berlíně. Dílo sestává z celkem 100 paragrafů, přičemž paragrafy 1 - 53 se objevily už v roce 1777 v souvislosti s anonymními fragmenty, díky nimž se rozhořel obrovský teologický spor. Lessing totiž zveřejnil části spisu Apologie čili obranný spis pro ty, kdo uctívají Boha rozumně, jehož autorem byl v té době již zesnulý hamburský orientalista Hermann Samuel Reimarus, který si přál, aby spis zůstal anonymní. Za toto počínání byl Lessing silně kritizován a spor pro něj vedl až k úplnému zákazu publikovat cokoliv z oblasti náboženství.

## Obsah
V díle Výchova lidského pokolení se Lessing zabývá tématy, jako jsou náboženství nebo lidský rozum. Na díle pracoval řadu let, proto jsou jeho myšlenky, nápady a názory velmi promyšlené a vyvstávají z dlouholetého zkoumání této problematiky. Lessing se zde zabývá výchovou lidského rozumu a popisuje zde, jak se lze z jakési nedokonalosti v minulosti dostat k dokonalosti v budoucnosti. Lidské pokolení by podle něj mělo dosáhnout dokonalosti pomocí Bible, která slouží jako základní vzdělávací kniha, nebo díky reinkarnaci.

## Rozdělení výchovy
Výchova se dá rozdělit do tří částí:
- V prvním stádiu probíhá výchova skrz tělesné tresty a odměňování, tak jak to popisuje Starý zákon. Bůh se nechtěl zjevovat každému jednotlivě, proto si zvolil jeden národ, který bude zvlášť vychovávat, a to národ židovský. Izraelité byli považováni za hrubý národ, který je nespoutaný a zdivočelý. Proto měli pak sloužit jako předobraz pro další pokolení a sami je vychovávat.
- V druhém stádiu výchovy je zapotřebí Boha jako nového učitele lidského pokolení. Nebyl však jen první učitel jako takový, ale byl to první praktický učitel. Skrz nauku o nesmrtelnosti duše jsou tresty přemístěny na onen svět, což představuje Nový zákon. To znamená, že výchova podle Starého zákona byla nahrazena výchovou podle Nového zákona. To lze chápat tak, že výchova řídící se starší částí Bible je základem pro dětství, kdy je člověk poučen o existenci Boha, a dále je již vychováván pomocí novější části Bible.
- V třetím stádiu již nejsou žádné tresty zapotřebí, protože lidé dělají už jen dobré věci, jejich rozum je tedy dostatečně vyvinut.

## Reinkarnace
V závěru díla se Lessing věnuje reinkarnaci, která představuje převtělení duše. Příznivci reinkarnace věřili, že po smrti vzejde lidská duše v nějaké nové existenci. V 19. století se pak v tomto směru objevují první pokusy najít souvislost s Biblí, kde jsou k nalezení jisté náznaky jak ve Starém, tak v Novém zákoně. Gotthold Ephraim Lessing zde však nevyvozuje žádné závěry, nýbrž klade otázky, na které si čtenář musí odpovědět sám.

## Příklady paragrafů
§ 1 To, co je v případě jedince výchova, je v případě celého lidského pokolení zjevení.
§ 2 Výchova je zjevení, které se děje jedinci; zjevení je výchova, která se děla a ještě děje lidskému pokolení […].
§ 4 Výchova nedává člověku nic, co by nemohl mít sám ze sebe; pouze mu dává to, co by mohl mít sám ze sebe, rychleji a snáze. Zjevení tedy nedává lidskému pokolení nic, nač by lidský rozum, ponechaný sám sobě, rovněž nepřišel; pouze mu dávalo a dává nejdůležitější z těchto věcí dříve […].
§ 58 A tak se Kristus stal prvním spolehlivým, praktickým učitelem nesmrtelnosti duše.
§ 62 Jeho učedníci toto učení věrně šířili dál. I kdyby neměli žádnou jinou zásluhu než tu, že zjednali jedné pravdě, kterou Kristus, jak se zdá, určil pouze pro Židy, oběh mezi více národy, zasloužili by si, abychom je už proto počítali mezi pěstouny a dobrodince lidského pokolení.
(Lessing, G.E., „Die Erziehung des Menschengeschlechts,“ in Werke 8, str. 490, 502, 503;
přeložil Jan Štefan)